# Phoberodon
Phoberodon  — вимерлий рід платаністуватих (Platanistoidea) з раннього міоцену (бурдигальський) Патагонії, Аргентина.

## Таксономія й опис
Фоберодон був описаний у 1926 році з частково повного скелета без вушних кісток, який був знайдений у формації Колхуапіан Гейман в провінції Чубут, Аргентина. Наступні автори або слідували Кабрері (1926) у класифікації Phoberodon як сквалодонтид, або вважали його родичем Waipatia, хоча цей рід був включений у будь-який кладистичний аналіз архаїчних дельфіновидих. Однак у відомих зразків відсутній периотик, який включає найбільш визначальні синапоморфії Squalodontidae, а Viglino et al. (2018) виявив Фоберодона як віддаленого споріднення зі сквалодоном.